# Liste der denkmalgeschützten Objekte in Matzen-Raggendorf
Die Liste der denkmalgeschützten Objekte in Matzen-Raggendorf enthält die 16 denkmalgeschützten, unbeweglichen Objekte der niederösterreichischen Marktgemeinde Matzen-Raggendorf.

## Denkmäler
| Foto |                 | Denkmal                                                                            | Standort                                       | Beschreibung | Metadaten |
| ---- | --------------- | ---------------------------------------------------------------------------------- | ---------------------------------------------- | --- | --- |
| ja   | Datei hochladen | Kath. Pfarrkirche hll. Philipp und Jakob HERIS-ID: 11046 Objekt-ID: 7115           | Dechant Neidl-Gasse 3 Standort KG: Kleinharras | Anstelle der abgetragenen kleinen Dorfkirche 1936/37 errichteter schlichter Bau mit strenger Fassadengliederung  | BDA-Hist.: Q38088199 Status: § 2a Stand der BDA-Liste: 2025-06-30 Name: Kath. Pfarrkirche hll. Philipp und Jakob GstNr.: .213, 55/2 Pfarrkirche hll. Philipp und Jakob, Kleinharras |
| ja   | Datei hochladen | Standesamt HERIS-ID: 10272 Objekt-ID: 6325                                         | Hauptstraße 20 Standort KG: Matzen             | Zweigeschoßiger späthistoristischer Bau mit Volutengiebel und säulengetragenem Eingangsvorbau Anmerkung:         | BDA-Hist.: Q38062643 Status: Bescheid Stand der BDA-Liste: 2025-06-30 Name: Standesamt GstNr.: .35 Standesamt (Matzen)                                                              |
| ja   | Datei hochladen | Figurenbildstock hl. Josef mit Kind HERIS-ID: 10663 Objekt-ID: 6724                | gegenüber Josefsplatz 7 Standort KG: Matzen    | Steinfigur aus dem Ende des 19. Jahrhunderts auf hohem Sockel in der Mitte des Josefsplatzes                     | BDA-Hist.: Q38075803 Status: § 2a Stand der BDA-Liste: 2025-06-30 Name: Figurenbildstock hl. Josef mit Kind GstNr.: 92/16 Hl. Josef mit Kind (Matzen)                               |
| ja   | Datei hochladen | Schule (Altbau) HERIS-ID: 10661 Objekt-ID: 6722                                    | Jubiläumsplatz 10 Standort KG: Matzen          | Unregelmäßiger zweigeschoßiger Bau aus dem frühen 20. Jahrhundert mit Vollwalmdach                               | BDA-Hist.: Q38075653 Status: § 2a Stand der BDA-Liste: 2025-06-30 Name: Schule (Altbau) GstNr.: 1366/6 Altbau der Schule (Matzen)                                                   |
| ja   | Datei hochladen | Kath. Pfarrkirche hl. Leonhard HERIS-ID: 10662 Objekt-ID: 6723                     | Kirchengasse 1 Standort KG: Matzen             | Ehemals gotischer, um 1700 barockisierter Bau mit 1958/59 errichtetem modernem Erweiterungsbau von Josef Vytiska | BDA-Hist.: Q38075683 Status: § 2a Stand der BDA-Liste: 2025-06-30 Name: Kath. Pfarrkirche hl. Leonhard GstNr.: .23 Pfarrkirche Matzen                                               |
| ja   | Datei hochladen | Pfarrhof HERIS-ID: 10273 Objekt-ID: 6326                                           | Meierhofgasse 2 Standort KG: Matzen            | Eingeschoßiger Barockbau aus der zweiten Hälfte des 18. Jahrhunderts                                             | BDA-Hist.: Q38062710 Status: § 2a Stand der BDA-Liste: 2025-06-30 Name: Pfarrhof GstNr.: .116                                                                                       |
| ja   | Datei hochladen | Zinshaus samt Schuppen HERIS-ID: 11047 Objekt-ID: 7116                             | Reyersdorferstraße 4 Standort KG: Matzen       | Dreigeschoßiges Wohnhaus. Seit Jahren dem Verfall preisgegeben.                                                  | BDA-Hist.: Q38088219 Status: Bescheid Stand der BDA-Liste: 2025-06-30 Name: Zinshaus samt Schuppen GstNr.: 2041/2 Zinshaus (Matzen)                                                 |
| ja   | Datei hochladen | Kreuzigungsgruppe mit Heiligenfiguren HERIS-ID: 10276 Objekt-ID: 6329              | bei Schloßstraße 3 Standort KG: Matzen         | Moderne Anlage mit barocker Kreuzigungsgruppe aus Figuren um 1700                                                | BDA-Hist.: Q38062773 Status: § 2a Stand der BDA-Liste: 2025-06-30 Name: Kreuzigungsgruppe mit Heiligenfiguren GstNr.: 29/2 14 Nothelfer (Matzen)                                    |
| ja   | Datei hochladen | Ehem. Schulhaus/Hufschmiede HERIS-ID: 10664 Objekt-ID: 6725                        | Schloßstraße 4 Standort KG: Matzen             | Zweigeschoßiger spätbarocker Bau aus dem 18. Jahrhundert                                                         | BDA-Hist.: Q38075893 Status: § 2a Stand der BDA-Liste: 2025-06-30 Name: Ehem. Schulhaus/ Hufschmiede GstNr.: .27 Alte Schule (Matzen)                                               |
| ja   | Datei hochladen | Herrschaftliches Presshaus HERIS-ID: 10275 Objekt-ID: 6328                         | Schloßstraße 5 Standort KG: Matzen             | Großer barocker Bau mit Schopfwalmdach                                                                           | BDA-Hist.: Q38062751 Status: Bescheid Stand der BDA-Liste: 2025-06-30 Name: Herrschaftliches Presshaus GstNr.: .26                                                                  |
| ja   | Datei hochladen | Schloss Matzen HERIS-ID: 10274 Objekt-ID: 6327                                     | Schloßstraße 7 Standort KG: Matzen             | Unregelmäßiger Bau, weitgehend aus dem 17. Jahrhundert, 1827 romantisch umgestaltet.                             | BDA-Hist.: Q1572840 Status: Bescheid Stand der BDA-Liste: 2025-06-30 Name: Schloss Matzen GstNr.: .1 Schloss Matzen                                                                 |
| ja   | Datei hochladen | Herrschaftskeller HERIS-ID: 10665 Objekt-ID: 6726                                  | gegenüber Schloßstraße 7 Standort KG: Matzen   | Befahrbarer tonnengewölbter Keller aus dem 18. Jahrhundert                                                       | BDA-Hist.: Q38075915 Status: § 2a Stand der BDA-Liste: 2025-06-30 Name: Herrschaftskeller GstNr.: 8                                                                                 |
| ja   | Datei hochladen | Figurengruppe Kalvarienberg HERIS-ID: 10278 Objekt-ID: 6331                        | bei Am Kalvarienberg 7 Standort KG: Raggendorf | Weithin sichtbare barocke Figurengruppe, bezeichnet 1733                                                         | BDA-Hist.: Q38062805 Status: § 2a Stand der BDA-Liste: 2025-06-30 Name: Figurengruppe Kalvarienberg GstNr.: 93/41 Kalvarienberg (Raggendorf)                                        |
| ja   | Datei hochladen | Schloss Raggendorf samt Garten und Umfassungsmauer HERIS-ID: 10280 Objekt-ID: 6333 | Hauptstraße 35 Standort KG: Raggendorf         | Vierflügeliger Renaissancebau, 1382 erstmals urkundlich erwähnt                                                  | BDA-Hist.: Q38062832 Status: Bescheid Stand der BDA-Liste: 2025-06-30 Name: Schloss Raggendorf samt Garten und Umfassungsmauer GstNr.: .139, 76/1, 76/3, 76/5 Schloss Raggendorf    |
| ja   | Datei hochladen | Kirchhof HERIS-ID: 10279 Objekt-ID: 6332                                           | Kirchenring 14 Standort KG: Raggendorf         | Ehemaliger Friedhof mit barocken Grabsteinen und Resten einer ehemaligen Umfassungsmauer                         | BDA-Hist.: Q38062821 Status: § 2a Stand der BDA-Liste: 2025-06-30 Name: Kirchhof GstNr.: .163 Kirchhof (Raggendorf)                                                                 |
| ja   | Datei hochladen | Kath. Pfarrkirche hl. Agapitus HERIS-ID: 10277 Objekt-ID: 6330                     | Kirchenring 14 Standort KG: Raggendorf         | Im Kern mittelalterlicher Bau, 1733 barock umgebaut und erweitert                                                | BDA-Hist.: Q38062784 Status: § 2a Stand der BDA-Liste: 2025-06-30 Name: Kath. Pfarrkirche hl. Agapitus GstNr.: .163 Pfarrkirche Raggendorf                                          |